# Diptyque

Diptyque de San Giovanni di Verdara - musée archéologique national de Venise

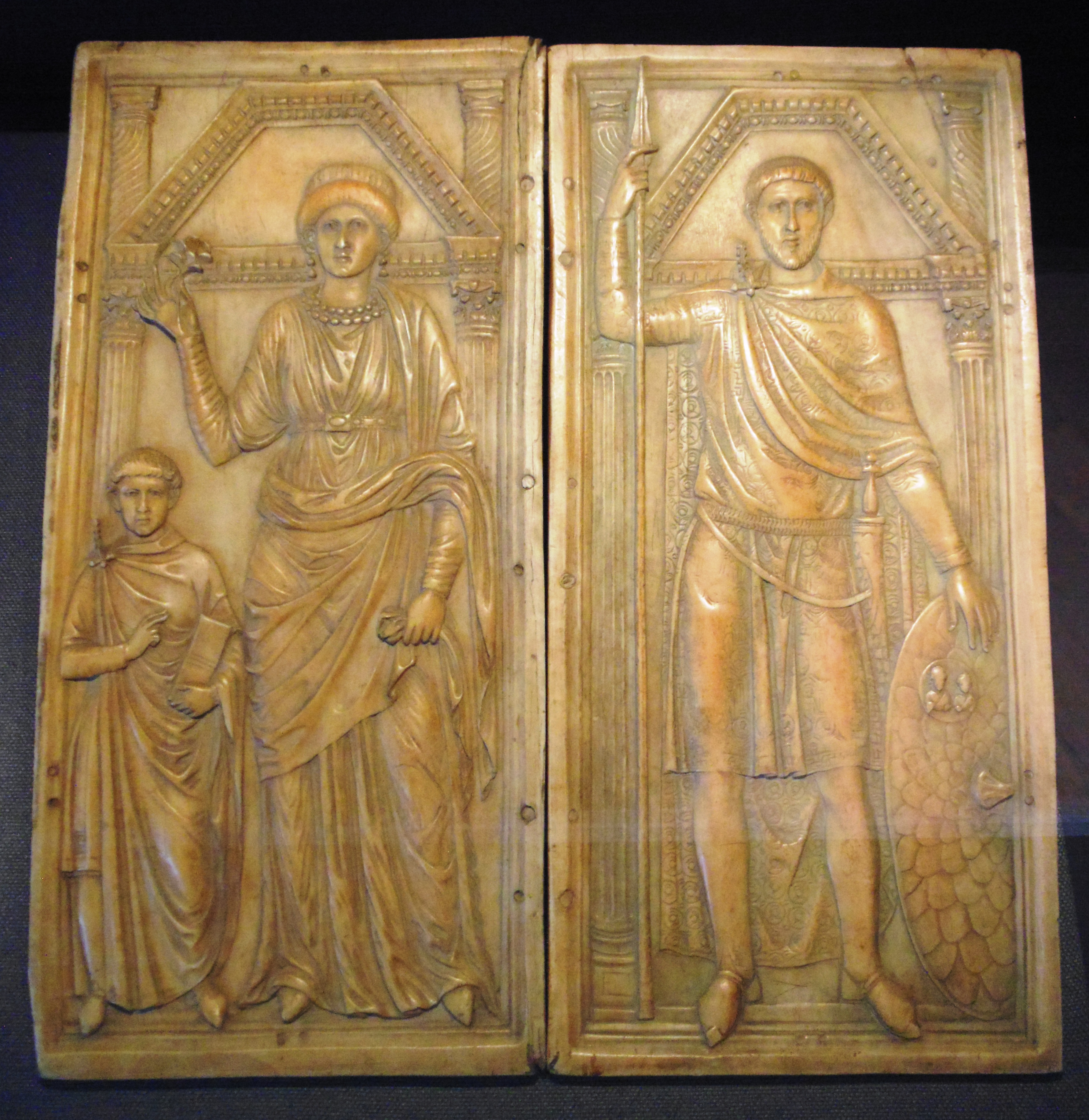
Diptyque de Stilicon, vers 395.

Un diptyque (du grec ancien δίπτυχος / díptukhos, « plié en deux, replié ») est une œuvre de peinture ou de sculpture composée de deux panneaux, fixes ou mobiles, et dont les sujets se regardent et se complètent l'un l'autre. Par extension, ce terme est employé pour deux œuvres d'art qui se suivent ou forment un tout cohérent.

## Histoire
À l'origine les diptyques codicillaires étaient des tablettes où étaient gravés les décrets impériaux. Durant tout l'Empire, les diptyques impériaux, consulaires ou ceux des hauts fonctionnaires impériaux étaient offerts, pour des événements que l'on voulait célébrer tel que le nouvel an.

## Usage religieux

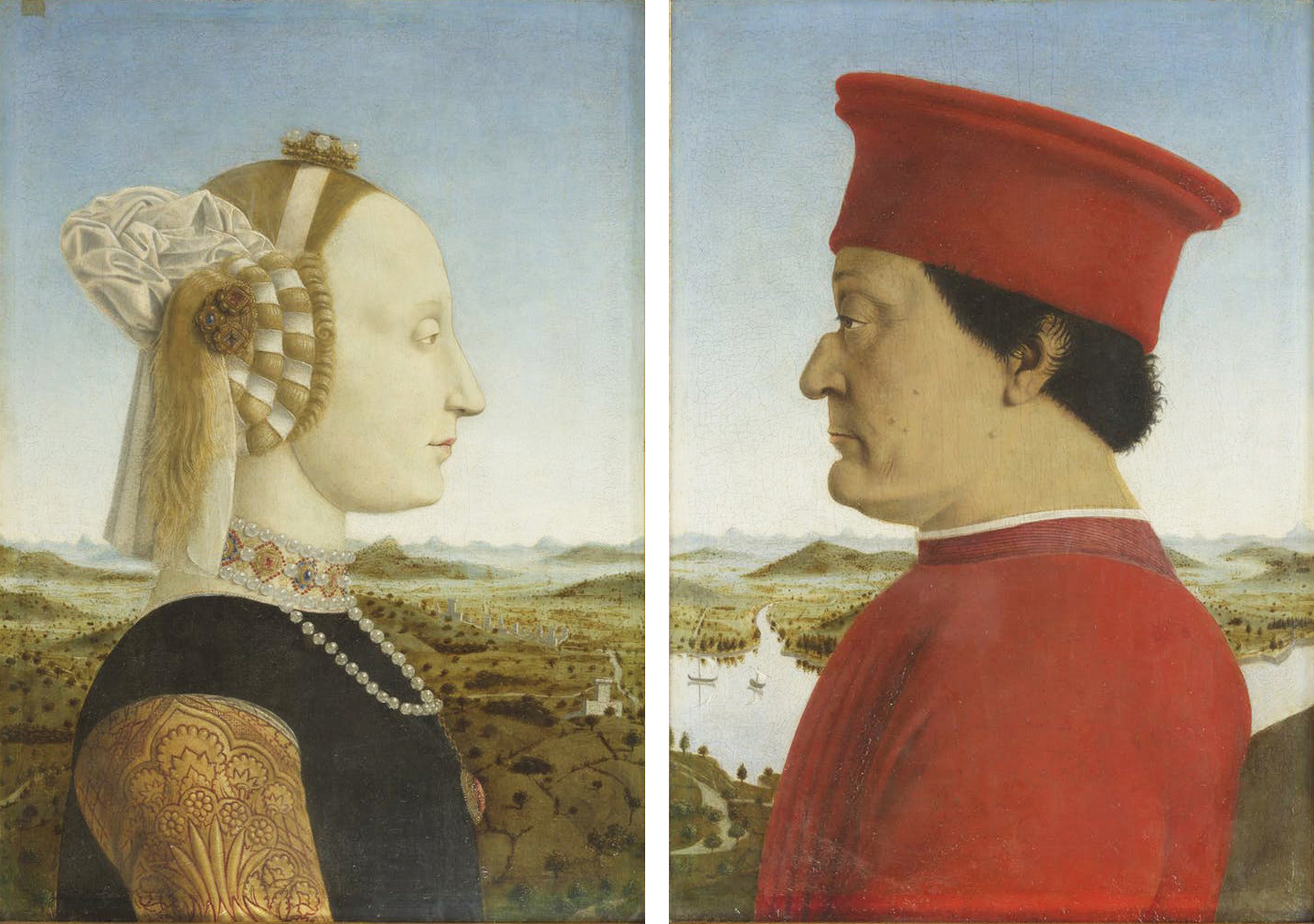
Dittico de Piero della Francesca au musée des Offices.

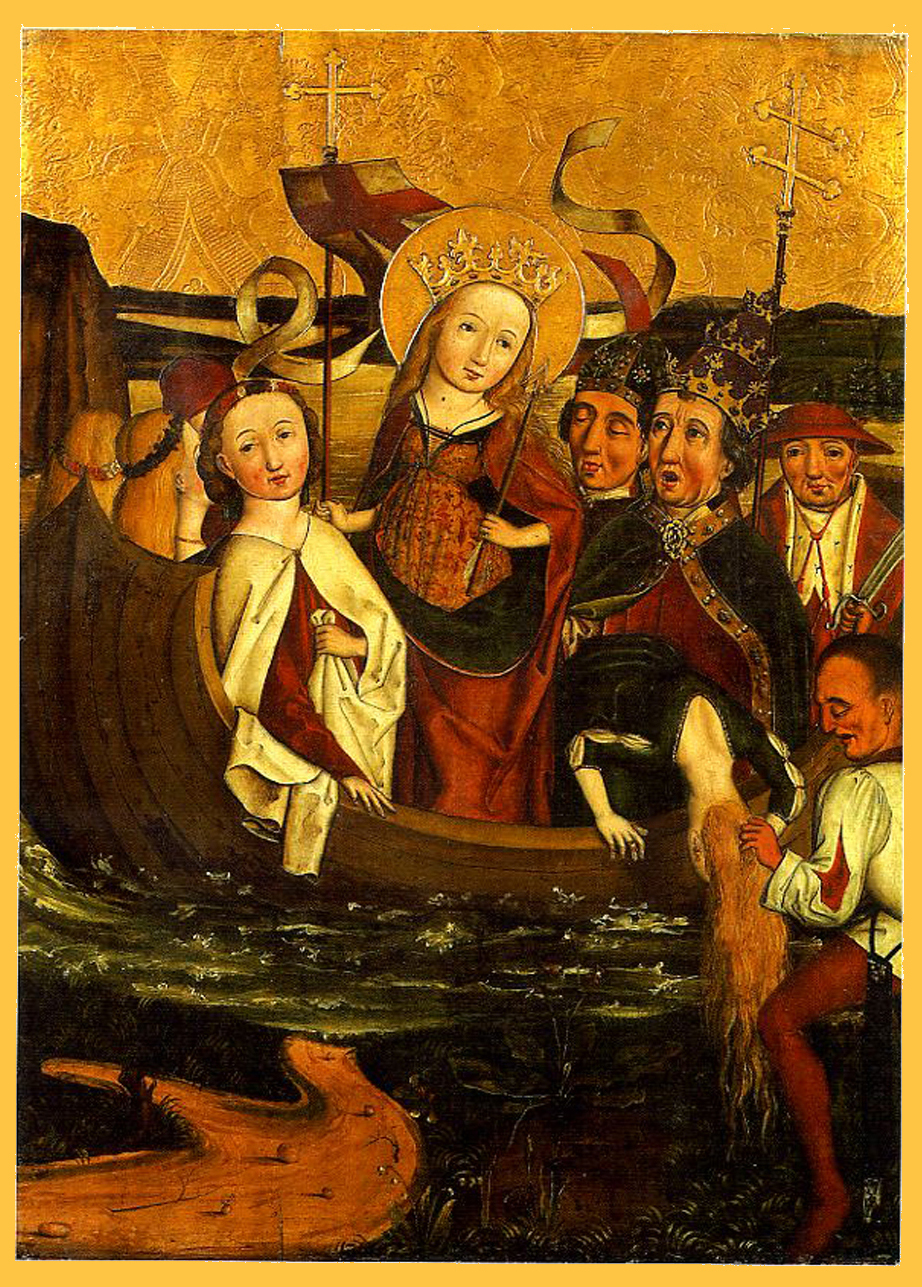
Le Martyre de sainte Ursule, diptyque allemand du XVIe siècle

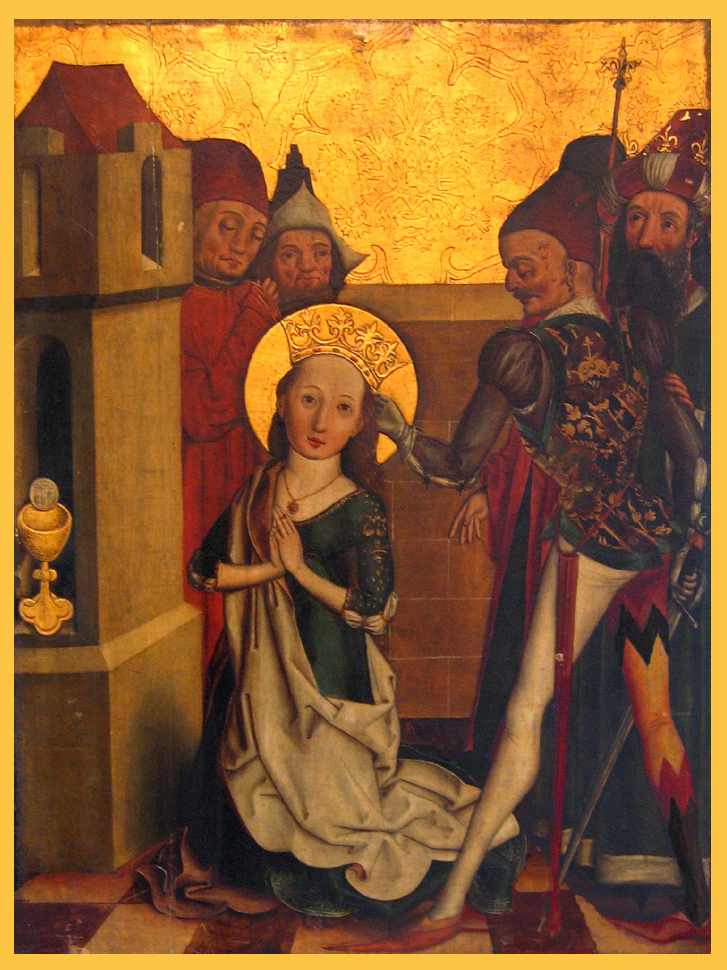
Le Martyre de sainte Barbe, même diptyque.

L'usage liturgique des diptyques dans l'Église chrétienne est signalé très tôt. Le concile de Chalcédoine (451) consacra cet usage. À l'origine le diacre (chargé du temporel de l'évêché) lisait à haute voix pendant l'office les noms des bienfaiteurs de l'Église inscrits sur un diptyque pour qu'on priât pour eux. Il y eut aussi très tôt des diptyques où étaient consignée la liste des évêques qui s'étaient succédé sur le siège, et celle des baptisés du lieu (saint Cyrille de Jérusalem en parle vers 350). 
On inscrivit bientôt sur les diptyques de chaque Église locale les noms des papes, patriarches, évêques, ainsi que ceux des empereurs ou rois (bienfaiteurs de l'Église), liste qui était lue à haute voix pendant la messe pour inciter les fidèles à prier pour ces personnages. À sa mort en 491, l'empereur Zénon fut « rayé des diptyques » dans les Églises d'Orient pour sa proximité avec le monophysisme ; en 518, ce fut aussi le cas de son successeur Anastase, pour la même raison. 
Venance Fortunat atteste que cette coutume des diptyques s'était introduite dans les Églises de Gaule dans la deuxième moitié du VIe siècle : on y inscrivait même les noms des patriarches et prophètes de la Bible à côté de ceux des souverains régnants. Par la suite, l'expression « rayer des diptyques » fut souvent employée dans les cas de schismes entre Églises : par exemple, les papes furent à plusieurs reprises « rayés des diptyques » de l'Église de Constantinople.
Des diptyques anciens ont été conservés dans les trésors de nombreuses cathédrales (Bourges, Limoges, Dijon, Liège…). Il s'agit parfois de diptyques reçus par des évêques comme cadeaux d'étrennes, selon la coutume romaine, avec une phrase élogieuse inscrite à l'intérieur, laquelle aura été effacée et remplacée par des listes liturgiques. Plus tard, ces listes furent consignées sur des parchemins auxquels les diptyques servaient seulement de support.
Dans l'église orthodoxe en particulier, on appelle diptyque (pomiannik en slavon) un carnet en deux parties où sont inscrits les vivants et les défunts de chaque famille ou d'une communauté qui sont commémorés par les fidèles avec le prêtre lors de la prothèse (proscomidie), l'office de préparation qui précède la divine Liturgie.

## Autres usages du terme

### Dans les arts plastiques
Le diptyque est un ensemble composé de deux unités distinctes qui entretiennent une correspondance.
Parmi les diptyques antiques célèbres en sculpture, on peut citer celui de Monza représentant Stilicon, sa femme et un de ses enfants. 
Parmi les diptyques de la Renaissance italienne, les deux volets recto et verso du tableau de Piero della Francesca, appelé Le Triomphe de la chasteté, ou le Diptyque de dévotion de Cimabue composé de huit panneaux représentant huit scènes de la Passion du Christ disposés en deux volets.
Dans les arts contemporains, le minimalisme de Rouge géranium par Duco et Ripolin (1974), premier diptyque de la série de Bertrand Lavier, qui met en scène deux monochromes en « rouge géranium » de deux marques, distincts « malgré » leurs noms, contraste avec la richesse sémantique et le foisonnement pictural du diptyque Bolivar, luz y penumbras (Goya) du peintre péruvien Herman Braun-Vega (collection du Museo del Chopo, Mexico) où l'écrit tient une place importante et où la lumière naturelle qui baigne les idéaux républicains du panneau gauche Bolivar à Cuzco en 1824, s'oppose à l'atmosphère sombre des violences de la guerre du panneau droit Ferdinand VII d'Espagne et les désastres de la guerre.

### En photographie
Méthode permettant de rapprocher deux photographies s'alimentant visuellement l'une l'autre (plan général-détail, deux plans d'une même scène à deux époques différentes, mise en relation de sens...) dans un but esthétique ou documentaire.

### Au cinéma
De plus en plus employée dans le domaine cinématographique, l'expression désigne un ensemble de deux films complémentaires qui ne se font pas suite (par exemple Mémoires de nos pères et Lettres d'Iwo Jima) ou une œuvre complète originellement scindée en deux parties (comme Kill Bill : Volume 1 et Volume 2). Par abus de langage, le terme diptyque est souvent utilisé pour désigner toutes les séries de deux films, sans distinction.
Un diptyque (ou triptyque) cinématographique peut obéir à une vision linéaire de type classique, les deux parties composant l'ensemble se déroulant l'une après l'autre, selon un ordre établi, mais également à une vision simultanée : c'est ce que propose par exemple Abel Gance dans son Napoléon (1927), en convoquant la « Polyvision », grâce à trois séquences projetées en même temps sur trois écrans contigus.
Avec Une sale histoire (1977), Jean Eustache propose d'abord de montrer un fait divers reconstitué en fiction, puis la partie documentaire : les deux « tableaux » composant le diptyque ont chacun un générique, un montage et une distribution différents.

### Dans la musique et dans la littérature
On parle de diptyque pour une œuvre en deux parties. Ces deux parties, quoique séparées, sont indissociables du fait de leur lien. Ainsi, en bande dessinée, Objectif Lune et On a marché sur la Lune forment un diptyque des Aventures de Tintin.
En musique, on peut citer, par exemple, le prélude et fugue ou la toccata et fugue.
Exemple en littérature : « Telle est la première partie de mon aventure qui sera, si vous le permettez, un diptyque » (Léon Bloy, La femme pauvre, 1897, p. 85).